# De Soto (Wisconsin)
De Soto é uma vila localizada no estado norte-americano de Wisconsin, no Condado de Crawford e Condado de Vernon.

## Demografia
Segundo o censo norte-americano de 2000, a sua população era de 366 habitantes.
Em 2006, foi estimada uma população de 508, um aumento de 142 (38.8%).

## Geografia
De acordo com o United States Census Bureau tem uma área de
3,5 km², dos quais 3,3 km² cobertos por terra e 0,2 km² cobertos por água. De Soto localiza-se a aproximadamente 400 m acima do nível do mar.

## Localidades na vizinhança
O diagrama seguinte representa as localidades num raio de 24 km ao redor de De Soto.